# Mario Colletto
Mario Colletto (Forlì, 1912 – Forlì, 1989) è stato un politico italiano.

## Biografia
Attivo politicamente come antifascista e seguace degli ideali mazziniani, fu incarcerato per la prima volta per le sue attività sovversive nel 1941 e poi di nuovo nel dicembre 1943. Iscritto al Partito Repubblicano Italiano, venne eletto consigliere comunale a Forlì alle prime elezioni democratiche del 1946. In vista delle politiche del 1948 fu candidato alla Camera dei deputati, senza riuscire a essere eletto.
Dal 1952 al 1956 fu sindaco di Forlì.
Ritiratosi dalla vita politica nel 1963, concentrò la sua attività sulla ricerca storica e la divulgazione, pubblicando opere di storia locale e politica, oltre che testi di narrativa.
Deceduto nel 1989, gli è stata intitolata una via nel quartiere di Vecchiazzano nel 1999.